# Lista de prêmios e indicações recebidos por Spider-Man: No Way Home
Spider-Man: No Way Home é um filme de super-herói americano baseado no personagem Homem-Aranha da Marvel Comics, co-produzido pela Columbia Pictures e Marvel Studios, e distribuído pela Sony Pictures Releasing. É a sequência de Spider-Man: Homecoming (2017) e Spider-Man: Far From Home (2019), e o vigésimo sétimo filme do Universo Cinematográfico Marvel (UCM). Dirigido por Jon Watts e escrito por Chris McKenna e Erik Sommers, o filme é estrelado por Tom Holland como Peter Parker / Homem-Aranha, ao lado de Zendaya, Benedict Cumberbatch, Jacob Batalon, Jon Favreau, Jamie Foxx, Willem Dafoe, Alfred Molina, Benedict Wong, Tony Revolori, Marisa Tomei, Andrew Garfield e Tobey Maguire. No filme, Parker pede ajuda ao Dr. Stephen Strange (Cumberbatch) para tornar sua identidade como Homem-Aranha um segredo novamente com magia, o que leva à abertura do multiverso, permitindo que supervilões de realidades alternativas entrem no universo de Parker.
No Way Home estreou no Fox Village Theatre em Los Angeles em 13 de dezembro de 2021 e foi lançado nos Estados Unidos em 17 de dezembro, como parte da Fase Quatro do MCU. O filme recebeu críticas positivas dos críticos, que elogiaram a história, direção, sequências de ação e performances e química do elenco. No Way Home arrecadou mais de US $ 1,8 bilhão em todo o mundo, superando seu antecessor como o filme de maior bilheteria lançado pela Sony Pictures. Tornou-se o filme de maior bilheteria de 2021, o sexto filme de maior bilheteria de todos os tempos, o filme do Homem-Aranha de maior bilheteria, e estabeleceu vários outros recordes de bilheteria, incluindo os de filmes lançados durante a pandemia de COVID-19.
O filme recebeu uma indicação ao Óscar, três Nickelodeon Kids' Choice Awards (ganhando todas as categorias), oito Golden Tomato Awards (ganhando cinco), cinco Critics' Choice Super Awards (ganhando três), entre vários outros, principalmente por a escrita e a realização técnica. No Way Home, não se classificou para o 75º British Academy Film Awards, pois não estava disponível no serviço de streaming do BAFTA. Como parte do concurso "Oscars Fan Favorite" para o 94º Oscar, a sequência em que três Homens-Aranha se unindo foi nomeado um dos cinco finalistas do Oscars Cheer Moment, terminando em segundo, e ser listado no quarto lugar para ganhar o concurso "Fan Favorite", apesar de ser considerado um claro favorito para vencer o concurso. Além dos aspectos técnicos, tanto Holland quanto Garfield receberam elogios por suas performances.

## Prêmios e indicações
| Prêmio                                            | Data da cerimônia       | Categoria                                                                             | Indicados                                                                                              | Resultado    | Ref.          |
| ------------------------------------------------- | ----------------------- | ------------------------------------------------------------------------------------- | --- | ------------ | ------------- |
| Capri Hollywood International Film Festival       | 3 de janeiro de 2022    | Melhor edição de som                                                                  | Spider-Man: No Way Home                                                                                | Venceu       | [ 14 ]        |
| Capri Hollywood International Film Festival       | 3 de janeiro de 2022    | Melhor Mixagem de Som                                                                 | Spider-Man: No Way Home                                                                                | Venceu       | [ 14 ]        |
| Capri Hollywood International Film Festival       | 3 de janeiro de 2022    | Melhores efeitos visuais                                                              | Spider-Man: No Way Home                                                                                | Venceu       | [ 14 ]        |
| San Diego Film Critics Society                    | 10 de janeiro de 2022   | Melhores efeitos visuais                                                              | Spider-Man: No Way Home                                                                                | Indicado     | [ 15 ] [ 16 ] |
| Austin Film Critics Association                   | 11 de janeiro de 2022   | Melhores acrobacias                                                                   | Spider-Man: No Way Home                                                                                | Indicado     | [ 17 ] [ 18 ] |
| Golden Tomato Awards                              | 11 de janeiro de 2022   | Melhores filmes 2021                                                                  | Spider-Man: No Way Home                                                                                | Venceu       | [ 19 ]        |
| Golden Tomato Awards                              | 11 de janeiro de 2022   | Melhores filmes de grande lançamento 2021                                             | Spider-Man: No Way Home                                                                                | Venceu       | [ 20 ]        |
| Golden Tomato Awards                              | 11 de janeiro de 2022   | Melhores filmes de quadrinhos 2021                                                    | Spider-Man: No Way Home                                                                                | Venceu       | [ 21 ]        |
| Golden Tomato Awards                              | 31 de janeiro de 2022   | Filmes favoritos dos fãs em 2021                                                      | Spider-Man: No Way Home                                                                                | Venceu       | [ 22 ]        |
| Golden Tomato Awards                              | 31 de janeiro de 2022   | Atores favoritos dos fãs 2021                                                         | Benedict Cumberbatch                                                                                   | 4º lugar     | [ 23 ]        |
| Golden Tomato Awards                              | 31 de janeiro de 2022   | Atores favoritos dos fãs 2021                                                         | Andrew Garfield                                                                                        | Vice-Campeão | [ 23 ]        |
| Golden Tomato Awards                              | 31 de janeiro de 2022   | Atores favoritos dos fãs 2021                                                         | Tom Holland                                                                                            | Venceu       | [ 23 ]        |
| Golden Tomato Awards                              | 31 de janeiro de 2022   | Atrizes favoritas dos fãs 2021                                                        | Zendaya                                                                                                | Vice-Campeã  | [ 24 ]        |
| Georgia Film Critics Association                  | 14 de janeiro de 2022   | Prêmio Oglethorpe de Excelência no Cinema da Geórgia                                  | Jon Watts, Chris McKenna, Erik Sommers                                                                 | Venceu       | [ 25 ]        |
| Seattle Film Critics Society                      | 17 de janeiro de 2022   | Melhores efeitos visuais                                                              | Kelly Port, Chris Waegner, Scott Edelstein, Dan Sudick                                                 | Indicado     | [ 26 ]        |
| Seattle Film Critics Society                      | 17 de janeiro de 2022   | Melhor vilão                                                                          | Willem Dafoe                                                                                           | Indicado     | [ 26 ]        |
| Houston Film Critics Society                      | 19 de janeiro de 2022   | Melhor Coordenação de Dublês                                                          | Spider-Man: No Way Home                                                                                | Indicado     | [ 27 ]        |
| Online Film Critics Society                       | 24 de janeiro de 2022   | Melhores efeitos visuais                                                              | Spider-Man: No Way Home                                                                                | Indicado     | [ 28 ] [ 29 ] |
| London Film Critics' Circle                       | 6 de fevereiro de 2022  | Ator britânico/irlandês do ano                                                        | Andrew Garfield                                                                                        | Venceu       | [ 30 ]        |
| International Film Music Critics Association      | 17 de fevereiro de 2022 | Melhor Trilha Sonora Original para um Filme de Fantasia/Ficção Científica/Terror      | Michael Giacchino                                                                                      | Indicado     | [ 31 ] [ 32 ] |
| International Film Music Critics Association      | 17 de fevereiro de 2022 | Composição Musical do Ano                                                             | "Aracnoverture" de Michael Giacchino                                                                   | Venceu       | [ 31 ] [ 32 ] |
| Set Decorators Society of America Awards          | 22 de fevereiro de 2022 | Melhor Decoração/Design de um Longa-Metragem de Ficção Científica ou Fantasia         | Rosemary Brandenburg (Decorador); Darren Gilford (Design de produção)                                  | Indicado     | [ 33 ]        |
| Prêmio Lumière                                    | 4 de março de 2022      | Prêmio Governador de Cinema                                                           | Spider-Man: No Way Home                                                                                | Venceu       | [ 34 ]        |
| Santa Barbara International Film Festival         | 7 de março de 2022      | Prêmio Artesãos de Variedades                                                         | Porto Kelly                                                                                            | Venceu       | [ 35 ]        |
| Visual Effects Society                            | 8 de março de 2022      | Melhores efeitos visuais em um filme fotorrealístico                                  | Kelly Port, Julia Neighly, Chris Waegner, Scott Edelstein e Dan Sudick                                 | Indicado     | [ 36 ] [ 37 ] |
| Visual Effects Society                            | 8 de março de 2022      | Melhor ambiente criado em um filme fotorrealístico                                    | "The Mirror Dimension" - Eric Le Dieu de Ville, Thomas Dotheij, Ryan Olliffe e Claire Le Teuff         | Venceu       | [ 36 ] [ 37 ] |
| Visual Effects Society                            | 8 de março de 2022      | Melhor composição e iluminação em um filme                                            | "Liberty Island Battle & Christmas Swing Finale" – Zac Campbell, Frida Nerdal, Louis Corr e Kelvin Yee | Indicado     | [ 36 ] [ 37 ] |
| Costume Designers Guild Awards                    | 9 de março de 2022      | Excelência em filme de ficção científica/fantasia                                     | Sanja M. Hays                                                                                          | Indicado     | [ 38 ]        |
| Irish Film and Television Awards                  | 12 de março de 2022     | Melhores efeitos visuais                                                              | Ed Bruce e Andrew Barry                                                                                | Indicado     | [ 39 ]        |
| Golden Reel Awards (Motion Picture Sound Editors) | 13 de março de 2022     | Realização excepcional em edição de som - Efeitos Sonoros e Foley para Longa-Metragem | Anthony Lamberti (Designer de Som); Steven Ticknor (Supervisor de Editor de Som)                       | Indicado     | [ 40 ]        |
| Gold Derby Film Awards                            | 16 de março de 2022     | Melhores efeitos visuais                                                              | Kelly Port, Chris Waegner, Scott Edelstein e Dan Sudick                                                | Indicado     | [ 41 ] [ 42 ] |
| Critics' Choice Super Awards                      | 17 de março de 2022     | Melhor filme de super-herói                                                           | Spider-Man: No Way Home                                                                                | Venceu       | [ 43 ]        |
| Critics' Choice Super Awards                      | 17 de março de 2022     | Melhor ator em filme de super-herói                                                   | Andrew Garfield                                                                                        | Venceu       | [ 43 ]        |
| Critics' Choice Super Awards                      | 17 de março de 2022     | Melhor ator em filme de super-herói                                                   | Tom Holland                                                                                            | Indicado     | [ 43 ]        |
| Critics' Choice Super Awards                      | 17 de março de 2022     | Melhor atriz em filme de super-herói                                                  | Zendaya                                                                                                | Indicado     | [ 43 ]        |
| Critics' Choice Super Awards                      | 17 de março de 2022     | Melhor vilão em um filme                                                              | Willem Dafoe                                                                                           | Venceu       | [ 43 ]        |
| Cinema Audio Society                              | 19 de março de 2022     | Realização excepcional em mixagem de som para um filme - Live-action                  | Willie Burton, Kevin O'Connell, Tony Lamberti, Warren Brown, Howard London, Randy K. Singer            | Indicado     | [ 44 ]        |
| Golden Schmoes Awards                             | 21 de março de 2022     | Filme favorito do ano                                                                 | Spider-Man: No Way Home                                                                                | Venceu       | [ 45 ]        |
| Golden Schmoes Awards                             | 21 de março de 2022     | Melhor Diretor do Ano                                                                 | Jon Watts                                                                                              | Vice-Campeão | [ 45 ]        |
| Golden Schmoes Awards                             | 21 de março de 2022     | Melhor Ator do Ano                                                                    | Tom Holland                                                                                            | Indicado     | [ 45 ]        |
| Golden Schmoes Awards                             | 21 de março de 2022     | Melhor Ator Coadjuvante do Ano                                                        | Willem Dafoe                                                                                           | Venceu       | [ 45 ]        |
| Golden Schmoes Awards                             | 21 de março de 2022     | Melhor Ator Coadjuvante do Ano                                                        | Andrew Garfield                                                                                        | Vice-Campeão | [ 45 ]        |
| Golden Schmoes Awards                             | 21 de março de 2022     | Melhor Roteiro do Ano                                                                 | Spider-Man: No Way Home                                                                                | Venceu       | [ 45 ]        |
| Golden Schmoes Awards                             | 21 de março de 2022     | Filme mais superestimado do ano                                                       | Spider-Man: No Way Home                                                                                | Indicado     | [ 45 ]        |
| Golden Schmoes Awards                             | 21 de março de 2022     | Melhor Filme de Ficção Científica do Ano                                              | Spider-Man: No Way Home                                                                                | Vice-Campeão | [ 45 ]        |
| Golden Schmoes Awards                             | 21 de março de 2022     | Melhores efeitos especiais do ano                                                     | Spider-Man: No Way Home                                                                                | Vice-Campeão | [ 45 ]        |
| Golden Schmoes Awards                             | 21 de março de 2022     | Personagem mais legal do ano                                                          | Homem Aranha                                                                                           | Venceu       | [ 45 ]        |
| Golden Schmoes Awards                             | 21 de março de 2022     | Cartaz de filme favorito do ano                                                       | Spider-Man: No Way Home                                                                                | Indicado     | [ 45 ]        |
| Golden Schmoes Awards                             | 21 de março de 2022     | Melhor trailer do ano                                                                 | Spider-Man: No Way Home                                                                                | Venceu       | [ 45 ]        |
| Golden Schmoes Awards                             | 21 de março de 2022     | Cena mais memorável de um filme                                                       | 'Matt Murdock'                                                                                         | Indicado     | [ 45 ]        |
| Golden Schmoes Awards                             | 21 de março de 2022     | Cena mais memorável de um filme                                                       | 'Os três Homens-Aranha se encontram'                                                                   | Venceu       | [ 45 ]        |
| Golden Schmoes Awards                             | 21 de março de 2022     | Melhor sequência de ação do ano                                                       | 'Três Homens-Aranha trabalhando juntos'                                                                | Venceu       | [ 45 ]        |
| Golden Schmoes Awards                             | 21 de março de 2022     | Melhor linha do ano                                                                   | "Com grandes poderes vêm grandes responsabilidades"                                                    | Indicado     | [ 45 ]        |
| Casting Society of America                        | 23 de março de 2022     | Prêmio Zeitgeist                                                                      | Sarah Halley Finn, Chase Paris, Tara Feldstein Bennett e Molly Doyle                                   | Venceu       | [ 46 ]        |
| Academy Awards                                    | 27 de março de 2022     | Melhores Efeitos Visuais                                                              | Kelly Port, Chris Waegner, Scott Edelstein e Dan Sudick                                                | Indicado     | [ 47 ]        |
| Nickelodeon Kids' Choice Awards                   | 9 de abril de 2022      | Filme favorito                                                                        | Spider-Man: No Way Home                                                                                | Venceu       | [ 48 ]        |
| Nickelodeon Kids' Choice Awards                   | 9 de abril de 2022      | Ator de cinema favorito                                                               | Tom Holland                                                                                            | Venceu       | [ 48 ]        |
| Nickelodeon Kids' Choice Awards                   | 9 de abril de 2022      | Atriz de filme favorita                                                               | Zendaya                                                                                                | Venceu       | [ 48 ]        |
| ASCAP Awards                                      | 2 de maio de 2022       | Melhor Filme de Bilheteria do Ano                                                     | Michael Giacchino                                                                                      | Venceu       | [ 49 ]        |
| ASCAP Awards                                      | 2 de maio de 2022       | Principais filmes de bilheteria                                                       | Michael Giacchino                                                                                      | Venceu       | [ 49 ]        |
| Prêmios MTV Movie & TV                            | 5 de junho de 2022      | Melhor filme                                                                          | Spider-Man: No Way Home                                                                                | Venceu       | [ 50 ]        |
| Prêmios MTV Movie & TV                            | 5 de junho de 2022      | Melhor Performance em um Filme                                                        | Tom Holland                                                                                            | Venceu       | [ 50 ]        |
| Prêmios MTV Movie & TV                            | 5 de junho de 2022      | Melhor Herói                                                                          | Tom Holland                                                                                            | Indicado     | [ 50 ]        |
| Prêmios MTV Movie & TV                            | 5 de junho de 2022      | Melhor Vilão                                                                          | Willem Dafoe                                                                                           | Indicado     | [ 50 ]        |
| Prêmios MTV Movie & TV                            | 5 de junho de 2022      | Melhor beijo                                                                          | Tom Holland e Zendaya                                                                                  | Indicado     | [ 50 ]        |
| Prêmios MTV Movie & TV                            | 5 de junho de 2022      | Melhor Luta                                                                           | 'Homem-Aranha acaba com a batalha'                                                                     | Indicado     | [ 50 ]        |
| Prêmios MTV Movie & TV                            | 5 de junho de 2022      | Melhor equipe                                                                         | Tom Holland, Andrew Garfield e Tobey Maguire                                                           | Indicado     | [ 50 ]        |
| BET Awards                                        | 26 de junho de 2022     | Melhor atriz                                                                          | Zendaya                                                                                                | Venceu       | [ 51 ]        |
| MTV Millennial Awards                             | 10 de julho de 2022     | Filme para vencer                                                                     | Spider-Man: No Way Home                                                                                | Venceu       | [ 52 ]        |
| Prêmio Saturno                                    | 25 de outubro de 2022   | Melhor filme de super-herói                                                           | Spider-Man: No Way Home                                                                                | Venceu       | [ 53 ]        |
| Prêmio Saturno                                    | 25 de outubro de 2022   | Melhor Ator em um Filme                                                               | Tom Holland                                                                                            | Indicado     | [ 53 ]        |
| Prêmio Saturno                                    | 25 de outubro de 2022   | Melhor Atriz em um Filme                                                              | Zendaya                                                                                                | Indicado     | [ 53 ]        |
| Prêmio Saturno                                    | 25 de outubro de 2022   | Melhor Ator Coadjuvante em um Filme                                                   | Alfred Molina                                                                                          | Indicado     | [ 53 ]        |
| Prêmio Saturno                                    | 25 de outubro de 2022   | Melhor Atriz Coadjuvante em um Filme                                                  | Marisa Tomei                                                                                           | Indicado     | [ 53 ]        |
| Prêmio Saturno                                    | 25 de outubro de 2022   | Melhor Direção de Filme                                                               | Jon Watts                                                                                              | Indicado     | [ 53 ]        |
| Prêmio Saturno                                    | 25 de outubro de 2022   | Melhor Roteiro de Filme (Roteiro)                                                     | Chris McKenna e Erik Sommers                                                                           | Indicado     | [ 53 ]        |
| Prêmio Saturno                                    | 25 de outubro de 2022   | Melhor edição de filme                                                                | Jeffrey Ford e Leigh Folsom                                                                            | Indicado     | [ 53 ]        |
| Prêmio Saturno                                    | 25 de outubro de 2022   | Melhor Filme Visual/Efeitos Especiais                                                 | Kelly Port, Chris Waegner, Scott Edelstein e Dan Sudick                                                | Indicado     | [ 53 ]        |
| Prêmios da Academia do Japão                      | 10 de março de 2023     | Melhor Filme Estrangeiro                                                              | Spider-Man: No Way Home                                                                                | Indicado     | [ 54 ] [ 55 ] |